# Ambasada Wybrzeża Kości Słoniowej przy Stolicy Apostolskiej
Ambasada Wybrzeża Kości Słoniowej przy Stolicy Apostolskiej – misja dyplomatyczna Republiki Wybrzeża Kości Słoniowej przy Stolicy Apostolskiej. Ambasada mieści się w Rzymie.